# Tendring (village)
Tendring est un village et une paroisse civile de l'Essex, en Angleterre.
Le village a donné son nom au district de Tendring et, avant cela, au Hundred de Tendring (en). Son nom a été donné à des groupements plus importants parce qu'il en était situé au centre, et non parce qu'il était plus grand que les autres localités. En 2011, la paroisse comptait 736 habitants et le district 138 048. Le village-rue est traversé par la route B1035 qui va de Manningtree à Thorpe-le-Soken.
La paroisse comprend les localités de Goose Green, Tendring Green et Tendring Heath. L'église du village est dédiée à Saint Edmond.